# 国家与革命
《国家与革命——马克思主义关于国家的学说与无产阶级在革命中的任务》是弗拉基米尔·列宁于1917年8月至9月在芬兰避难时所写的著作。它是1917年俄国革命第一阶段（二月革命）与第二阶段（十月革命）中间诞生的决定性著作。这本书从同时代的其他著作中脱颖而出，被认为是理解列宁对俄国革命未来的形势及使命之思考的一把钥匙。该书大量引用马克思主义经典作品的原文并针对它们给出了列宁自己的注解，以阐明列宁在国家问题上的立场。一些评论家（如普列汉诺夫和考茨基）与列宁在国权问题上看法相左。

## 概要

### 阶级社会与国家
在该书的开始部分，列宁解释道国家起源于阶级矛盾的不可调和、也即阶级斗争，它是统治阶级用来维护自己利益的工具。原文中关于这点的论述被摘录如下：

国家是阶级矛盾不可调和的产物和表现。在阶级矛盾客观上达到不能调和的地方、时候和程度，便产生国家。反过来说，国家的存在表明阶级矛盾的不可调和。

然而，一些资产阶级思想家争辩道，“国家正是用来调和阶级的”。但实际上，在一切资本主义生产方式所决定的社会结构之中要求调和阶级的企图，是为建立一种“秩序”，来使得统治阶级的压迫合法化、固定化，使利益的冲突变得缓和。这种调和乃政府的主要任务：使得各阶级和解，维护统治阶级的利益。
罗莎·卢森堡试图在她的书《社会改良还是革命？》中强化这一观点：

今天的国家是阶级国家，这已经是常识。但是，在我们看来，这个命题与资本主义社会有关的所有一切命题一样，不能固定地、绝对地去理解，而要在流动的发展中去理解……首先，今天的国家是属于统治地位的资本家阶级的组织。如果国家为了社会发展的利益担负了各种具有共同利益的职能，那只是因为这些利益和社会发展同整个统治阶级的一般利益是相符合的。而只有在这个限度内，国家才能担负这样的职能。例如，劳动保护对于作为一个阶级的资本家来说，同对于整个社会来说一样，都是同样有直接的利益。但是，这种协调只继续到资本主义发展的一定阶段为止。